# Miss Costa Rica 2016
Miss Costa Rica 2016 es la 61° edición del certamen Miss Costa Rica, que se llevó a cabo el 19 de agosto de 2016 a las 8:00 p. m. (UTC-6). En donde participaron mujeres de todo el país, al final de la noche, Brenda Castro, Miss Costa Rica 2015 coronó a Carolina Rodríguez Durán como Miss Costa Rica, así mismo, tendrá el derecho de representar a Costa Rica en el certamen Miss Universo 2016. El concurso fue transmitido por la televisora Teletica dueña de la franquicia. El concurso llevará como lema "Viva la Belleza", tuvo como temática el elemento agua un recurso preciado en Costa Rica, además para dar consciencia al uso correcto de tal. Se efectuó en el Centro Costarricense de la Ciencia y la Cultura (Auditorio Nacional del Museo de los Niños), utilizado como sede por última vez durante el Miss Costa Rica 2011.

## Resultados Finales
| Título               | Candidata                       | Candidata                       | Candidata                       |
| -------------------- | ------------------------------- | ------------------------------- | ------------------------------- |
| Miss Costa Rica 2016 | - Carolina Rodríguez — Alajuela | - Carolina Rodríguez — Alajuela | - Carolina Rodríguez — Alajuela |
| 1 Finalista          | - Elena Correa — Heredia        | - Elena Correa — Heredia        | - Elena Correa — Heredia        |
| 2 Finalista          | - Andrea Castro — Naranjo       | - Andrea Castro — Naranjo       | - Andrea Castro — Naranjo       |

## Premios especiales
Durante todo el proceso del certamen las candidatas tendrán desafíos por parte de los patrocinadores de la organización, la ganadora del desafío ganará un premio especial.
| Premio | Candidata ganadora |
| ------ | ------------------ |

## Proceso de selección
Durante el proceso de selección de las finalistas del certamen, las participantes pasan por varios procesos, estos irán recortando la cantidad de candidatas hasta llega a las últimas diez finalistas, estas disputarán la corona en la noche final.
- Proceso de Inscripción: Durante un mes completo, la Organización habilita las inscripciones de chicas a tra vez de la página web oficial de Miss Costa Rica — 12 de mayo al 12 de junio.
- Preliminar: De la primera etapa lograron acceder 50 candidatas a la preliminar, después de este proceso, se obtendrán las 10 finalistas que participarán en la Noche Final, los jueces de la preliminar fueron:
- Gabriela Alfaro: Directora de Miss Costa Rica
- Brenda Castro: reina saliente, ganadora de Miss Costa Rica 2015. — 16 de junio
- Noche Final: Las 10 finalistas competirán en diversas pruebas, serán evaluadas por un jurado por anunciar.
- Presentadores:

Serán los encargados de mostrar los puntajes de las candidatas y del desenvolvimiento del concurso hasta conocer el nombre de la ganadora.
- Conducción Principal: Los conductores principales del concurso serán, la actriz mexicana, Carmen Aub, conocida por ser Rutila, en la telenovela El Señor de los Cielos y Randall Vargas Presentador de deportes y del programa Dancing with the Stars.
- Detrás de Cámara:

Los conductores serán: la Miss Costa Rica 2014 Karina Ramos Leitón y el presentador Mauricio Hoffman
- Jurado Final:
- Johanna Solano
- Hans Homberger
- Arnoldo Robert
- Entretenimiento
- Cristoforis
- Vannesa González
- Antón Darusso
- Tapón  — 19 de agosto

## Candidatas
| Representación | Candidata                | Edad | Estatura (m) | Ciudad Natal |
| -------------- | ------------------------ | ---- | ------------ | ------------ |
| San José       | Hellen Morales           | 25   | 1,75         | Hatillo      |
| Limón          | Maricrís Rodríguez       | 21   | 1,65         | Guápiles     |
| Heredia        | Elena Correa             | 25   | 1,76         | Heredia      |
| Alajuela       | Karen Robles             | 24   | 1,70         | Alajuela     |
| Alajuela       | Carolina Rodríguez Durán | 27   | 1,70         | Naranjo      |
| Alajuela       | Alejandra González       | 19   | 1,63         | Palmares     |
| Alajuela       | María Amalia Matamoros   | 27   | 1,79         | Naranjo      |
| Alajuela       | Andrea Castro            | 23   | 1,75         | Naranjo      |
| Alajuela       | Fabiola Calvo            | 21   | 1,72         | Naranjo      |
| Alajuela       | Hellen Mena              | 27   | 1,70         | Alajuela     |

### Datos acerca de las candidatas
Algunos datos sobre las participantes.
- Amalia Matamoros (Alajuela) y Carolina Rodríguez (San José), participaron en conjunto en el Miss Costa Rica 2014.
- Alejandra González, Fabiola Calvo y Karen Robles (Alajuela) no tienen experiencia en certámenes de belleza, es el primer en el que participan.
- Andrea Castro (Alajuela) participó en Miss Continente Americano 2011y en Miss World Costa Rica 2011 quedando como primera finalista en el último mencionado.
- Carolina Rodríguez (Alajuela) quedó como primera finalista en Miss Costa Rica 2014 participó en Señorita Verano 2014 y en el Reinado del banano 2015.
- Elena Correa (Heredia) participó en Miss World Costa Rica 2011, Miss Tourism Queen of the Year 2011, Miss Model of the World 2011 y Miss Latinoamérica 2012.
- Hellen Mena (Alajuela) tiene amplia experiencia en el modelaje.
- Hellen Morales (San José) participó en Miss Mesoamérica 2013, Reinado Mundial del banano 2014 y Miss Intercontinental 2014 finalizó ganadora en el último mencionado.
- María Amalia Matamoros (Alajuela) participó en Miss Panamericana 2014 resultó ganadora, Miss Mundo 2008, Miss International 2011 y Miss América Latina Mundo 2008
- Maricrís Rodríguez (Limón) Miss Guápiles 2013, Virreina Costa Rica Intercontinental 2013, mejor rostro y mis elegancia Intercontinental 2013, Reinado Expo Pococí 2015, mejor rostro

## Resultados Finales
Las candidatas competirán en la noche final en (4 Pruebas) que consisten de la siguiente manera:
- Pregunta de Personalidad
- Prueba en Traje de Baño
- Prueba en Traje de Noche
- Pregunta Final

Durante la gala final los jurados le determinaran un puntaje a las candidatas, la que mayor calificación obtenga logrará ganar la corona y el título de Miss Costa Rica Universo 2016.
| Posición | Provincia | Ciudad Representada | Candidata | Entrevista | Traje de Baño | Traje de Noche | Resultado Final |

## Participantes por región
- San José — 1 (Hatillo)
- Alajuela — 7 (Alajuela, Grecia, Naranjo, San Ramón, Palmares)
- Heredia — 1 (Heredia)
- Limón — 1 (Guápiles)

### Sin Participación
Las candidatas finalistas no eran oriundas de las provincias de Guanacaste, Cartago y Puntarenas, por lo que no obtienen representantes y por ende no participan en el certamen.

## Estadísticas
En el siguiente cuadro se muestra como están dispersadas las coronas ganadas por región.
| Representación      | Coronas Ganadas | Última Corona Ganada |
| ------------------- | --------------- | -------------------- |
| Señorita San José   | 28 Coronas      | 2009                 |
| Señorita Heredia    | 9 Coronas       | 2014                 |
| Señorita Alajuela   | 8 Coronas       | 2016                 |
| Señorita Guanacaste | 6 Coronas       | 2013                 |
| Señorita Cartago    | 5 Coronas       | 2010                 |
| Señorita Limón      | 4 Coronas       | 2015                 |
| Señorita Puntarenas | 2 Coronas       | 1985                 |